# الضعفاء والمتروكين (للنسائي)
كتاب الضعفاء والمتروكين من تاليف الحافظ أبو عبد الرحمن أحمد بن شعيب الملقب بالنسائي المولود سنة 215 هجرية والمتوفي سنة 303 هجرية، وهو كتاب ملحق بكتاب الضعفاء الصغير للبخاري جمع فيه النسائي الرواة الذين تم تجريحهم وبين حالهم ونسبتهم باختصار فقد جمع فيه كل من كانت مرتبته ضعيف أو متروك أو ليس بشيء أو وضاع أو كذاب، وهو من بين أهم الكتب التي صنفت في الجرح والتعديل التي يعتمد عليها المحدثون كابن حجر والذهبي والألباني ... وهو كتاب تم تصنيفه بترتيب الحروف الأبجدية العربية وقسمه إلى أبواب وقد جمع فيه النسائي 675 راو.